# Julien Brulé
Julien Brulé (n. 30 aprilie 1875, Saint-Léonard, Picardie⁠(d), Franța – d. secolul al XX-lea, Précy-sur-Oise, Picardie⁠(d), Franța) a fost un arcaș ce a reprezentat Franța, medaliat olimpic. A participat la o ediție a Jocurilor Olimpice (1920) în care a câștigat o medalie de aur, 3 medalii de argint și o medalie de bronz.